# كاستل مادجوري
كاستل مادجوري (بالإيطالية: Castel Maggiore)‏ هي بلدية في مقاطعة بولونيا في إقليم إميليا رومانيا الإيطالي.

## السكان
في سنة 1861 بلغ عدد السكان 4٬123 نسمة، وتطور العدد ليصل في سنة 2011 لـ 17٬507 نسمة.
يظهر هذا المخطط البياني تطور النمو السكاني لـ كاستل مادجوري